# Józef Wójcicki

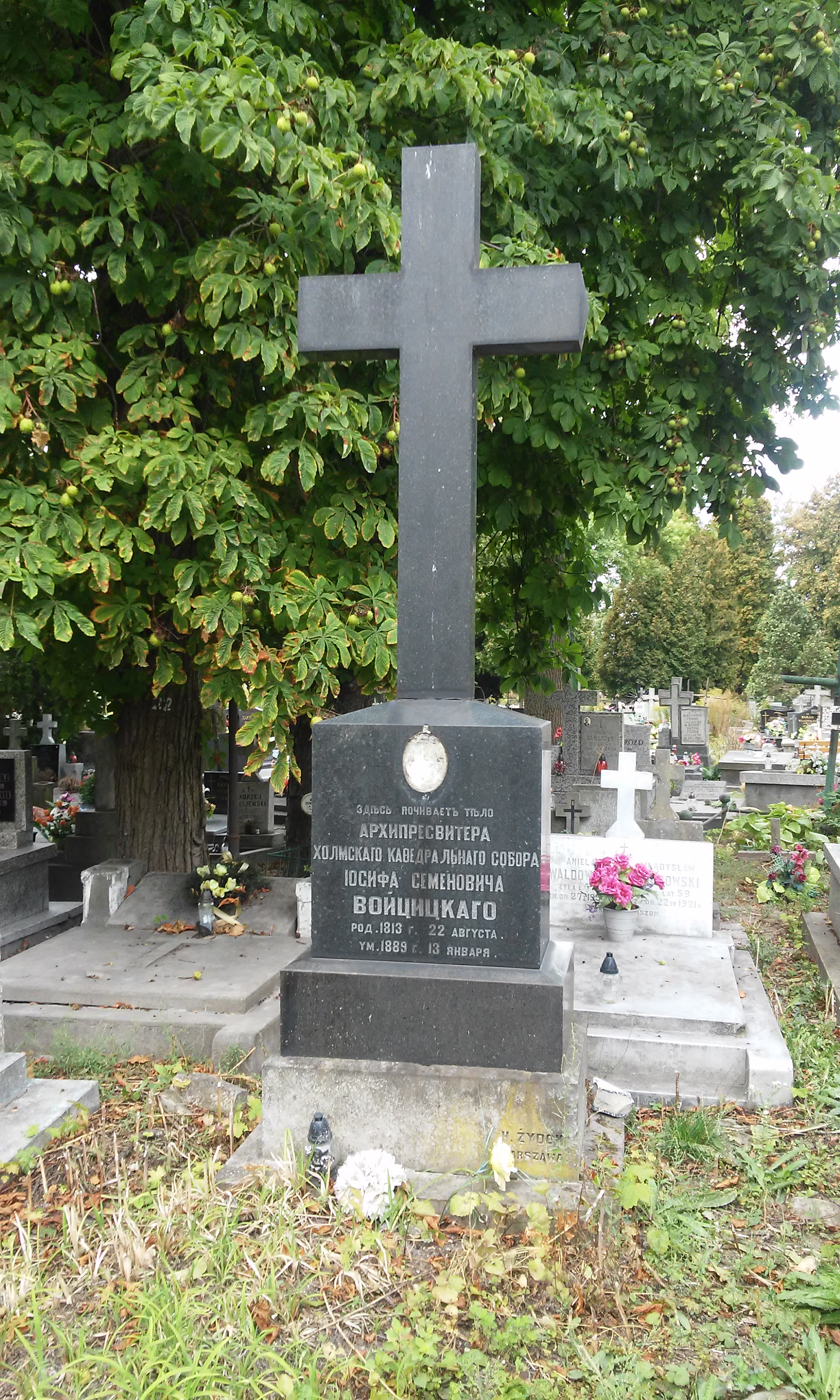
Nagrobek duchownego na cmentarzu przy ul. Lwowskiej w Chełmie

Józef Wójcicki, w brzmieniu zrusyfikowanym Iosif Siemienowicz Wojcicki (ur. 22 sierpnia 1813 w Łęcznej, zm. 13 stycznia 1889) – unicki, a następnie prawosławny duchowny, oficjał Konsystorza Generalnego unickiej diecezji chełmskiej. Jeden z organizatorów jej likwidacji. Następnie do śmierci służył jako archiprezbiter soboru katedralnego w Chełmie.

## Życiorys
Pochodził z mieszczańskiej rodziny wyznania rzymskokatolickiego z Łęcznej. Początkowo uczył się w rzymskokatolickim seminarium duchownym w Lublinie, jednak zmienił obrządek i przeniósł się do seminarium unickiego w Chełmie. Następnie ukończył katolicką Akademię Duchowną w Warszawie i został profesorem chełmskiego seminarium. Przed święceniami zawarł związek małżeński z bratanicą unickiego biskupa bełskiego, administratora diecezji chełmskiej Jana Teraszkiewicza, co pozwoliło mu na zamieszkanie w pałacu biskupim. Powierzono mu zarządzanie funduszami diecezji i domem biskupim. Był również nauczycielem w otwartej w 1840 w Chełmie szkole kształcącej unickich nauczycieli i psalmistów (diaków), zaś od 1855 oficjałem chełmskiego konsystorza unickiego. Stracił jednak wpływy po śmierci biskupa Teraszkiewicza.
Zwolennik ścisłej współpracy unickiego duchowieństwa z władzami rosyjskimi, w tym „oczyszczenia obrządku unickiego”, które miało następnie doprowadzić do konwersji chełmskich unitów na prawosławie. 20 kwietnia 1863 Wójcicki przedstawił namiestnikowi Królestwa Polskiemu księciu Konstantemu tajny memoriał, w którym przedstawiał środki, za pomocą których jego zdaniem można było zrealizować rosyjskie plany względem unitów. Sugerował wprowadzić na stanowiska profesorów seminarium w Chełmie osoby wierne tradycji wschodniochrześcijańskiej i niechętne latynizacji, w tym reprezentantów ruchu rusofilskiego z Galicji. Poglądy Wójcickiego nie były popularne wśród duchowieństwa diecezji. Jeszcze w czasie powstania styczniowego Wójcicki zapewniał władze rosyjskie, że unici nie brali w nim udziału. Również w trakcie walk Wójcicki został porwany przez polski oddział powstańczy i miał zostać stracony, ostatecznie jednak od planu tego odstąpiono.
Natychmiast po objęciu obowiązków administratora diecezji chełmskiej przez Jana Kalińskiego, niechętnego polityce rosyjskiej wobec diecezji chełmskiej, Wójcicki znalazł się w konflikcie z nim i w grudniu 1863 został suspendowany. Cofnięcie tej decyzji uzyskał dzięki naciskom, jakie wywarł na Kalińskiego gubernator lubelski (swojego wsparcia odmówił mu natomiast prawosławny biskup warszawski Joannicjusz) w roku następnym. Nie uzyskał jednak zgody na powrót do konsystorza ani do kapituły chełmskiej.
Gdy władze rosyjskie zesłały Jana Kalińskiego do Wiatki, zarząd diecezji chełmskiej znalazł się w rękach Wójcickiego. Według Włodzimierza Osadczego był on ultralojalny wobec władz rosyjskich, by ukryć swoje polskie pochodzenie. Wójcicki wspólnie z ks. Pyłypem Diaczanem opracował listę duchownych unickich z Galicji, którzy mogliby przybyć na Chełmszczyznę i pomóc w likwidacji unii. W czasie zarządzania przez niego diecezją wprowadzone zostały pierwsze zmiany liturgiczne, eliminujące z nabożeństw elementy pochodzenia łacińskiego. Wójcicki uczynił również językiem obowiązującym w dokumentach diecezji język rosyjski, chociaż sam posługiwał się nim słabo. Działalność Wójcickiego została 17 października 1867 potępiona w encyklice Levate papieża Piusa IX. Nakaz delatynizacji obrządku wydany przez niego wywołał również protesty w niektórych parafiach. W praktyce jedynym poleceniem Wójcickiego w tej kwestii, które zostało faktycznie wykonane, było usunięcie z cerkwi unickich organów.
Władze rosyjskie rozważały doprowadzenie do wyświęcenia Wójcickiego na biskupa chełmskiego, jednak papież stanowczo się temu sprzeciwił. W rezultacie duchowny zarządzał diecezją chełmską do momentu wyświęcenia na jej nowego ordynariusza Michała Kuziemskiego (Mychajły Kuzemskiego) w sierpniu 1868.
Wójcicki przeszedł na prawosławie po likwidacji unickiej diecezji chełmskiej w 1875 i służył następnie jako protojerej w Chełmie.